# Trisepalum birmanicum
Trisepalum birmanicum är en tvåhjärtbladig växtart som först beskrevs av William Grant Craib, och fick sitt nu gällande namn av Brian Laurence Burtt. Trisepalum birmanicum ingår i släktet Trisepalum och familjen Gesneriaceae. Inga underarter finns listade i Catalogue of Life.